# 736
736 (DCCXXXVI) je bilo prestopno leto, ki se je po julijanskem koledarju začelo na nedeljo.

## Dogodki
- 1. januar

## Smrti
- Hugbert, bavarski vojvoda (* ni znano)